# Dendrochilum longifolium
Dendrochilum longifolium är en orkidéart som beskrevs av Heinrich Gustav Reichenbach. Dendrochilum longifolium ingår i släktet Dendrochilum och familjen orkidéer. Inga underarter finns listade i Catalogue of Life.

## Bildgalleri

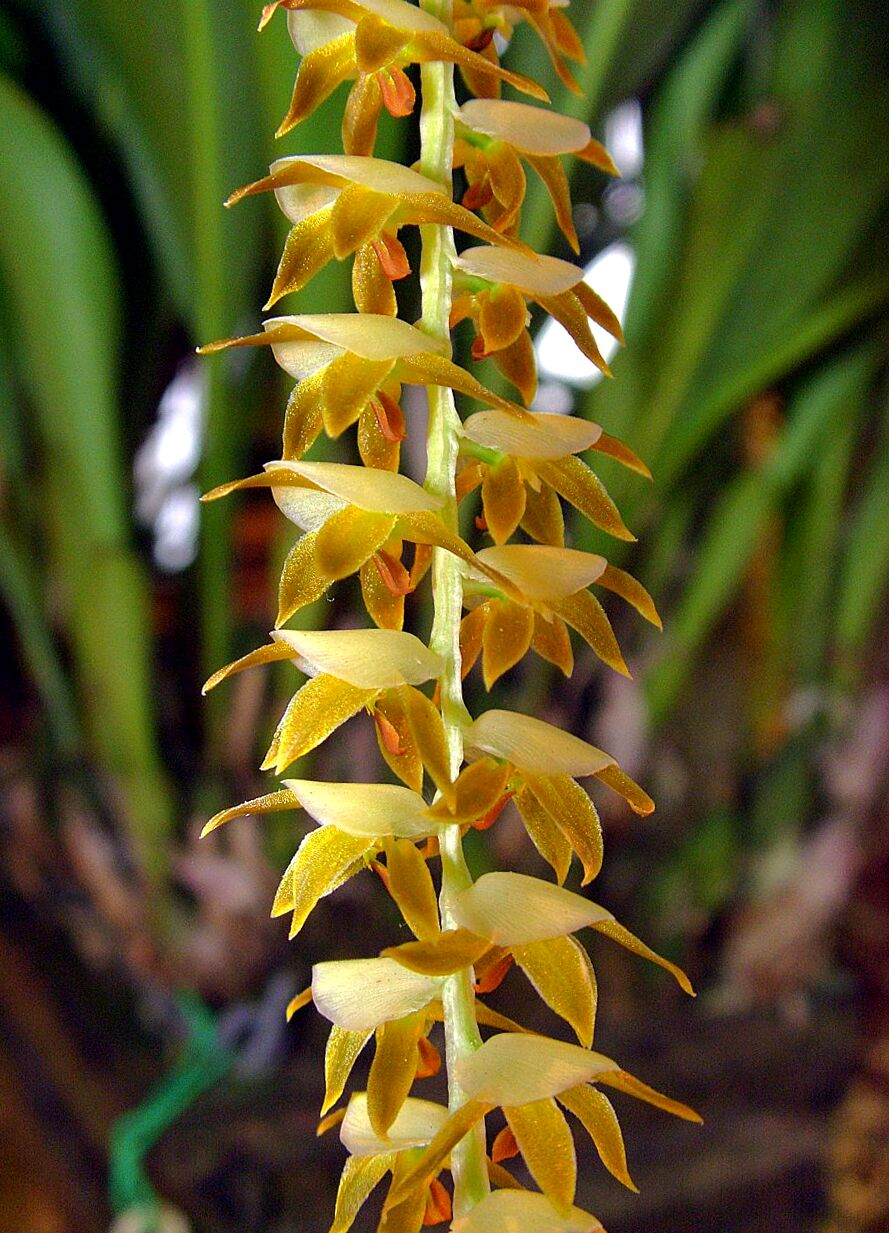
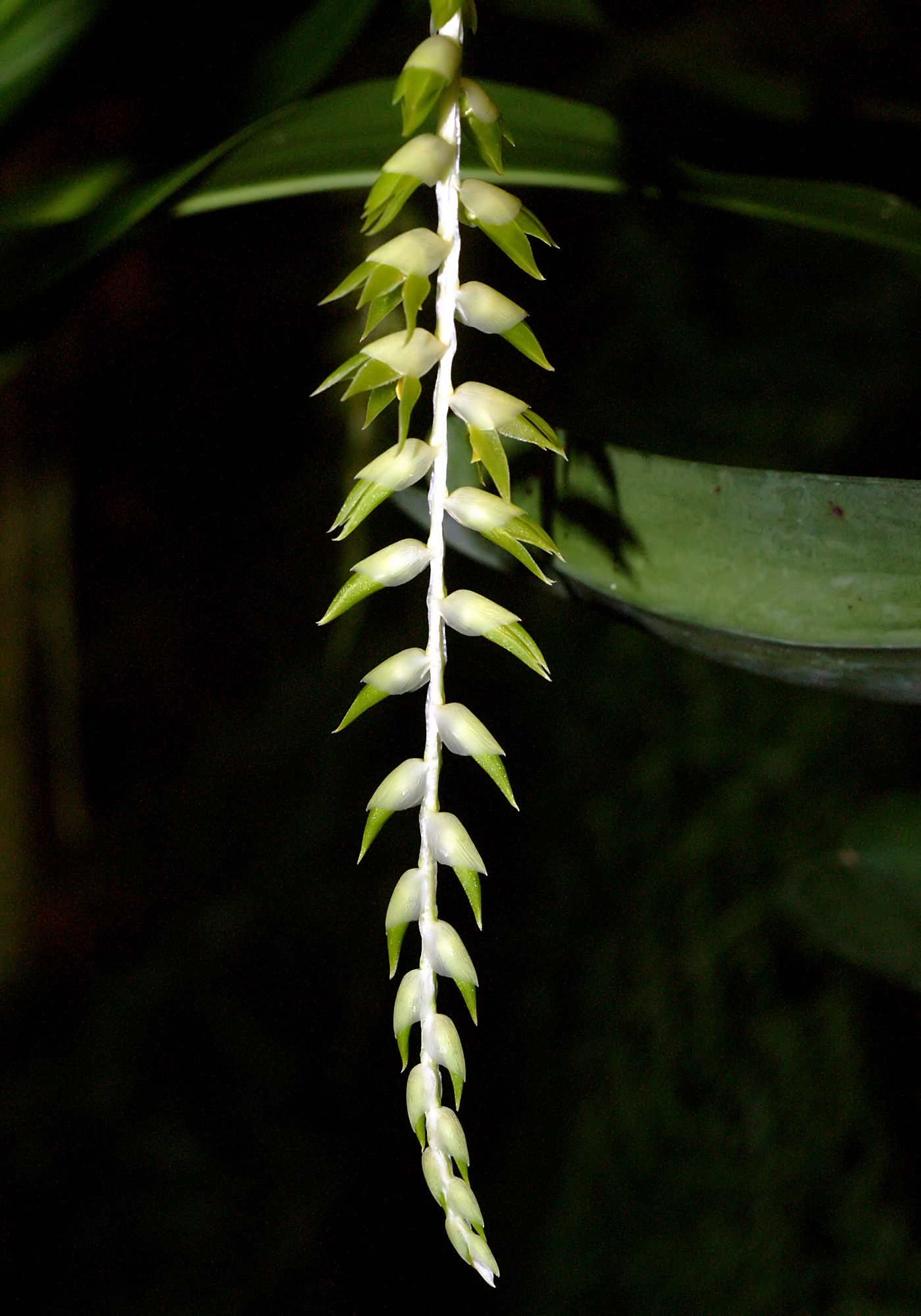
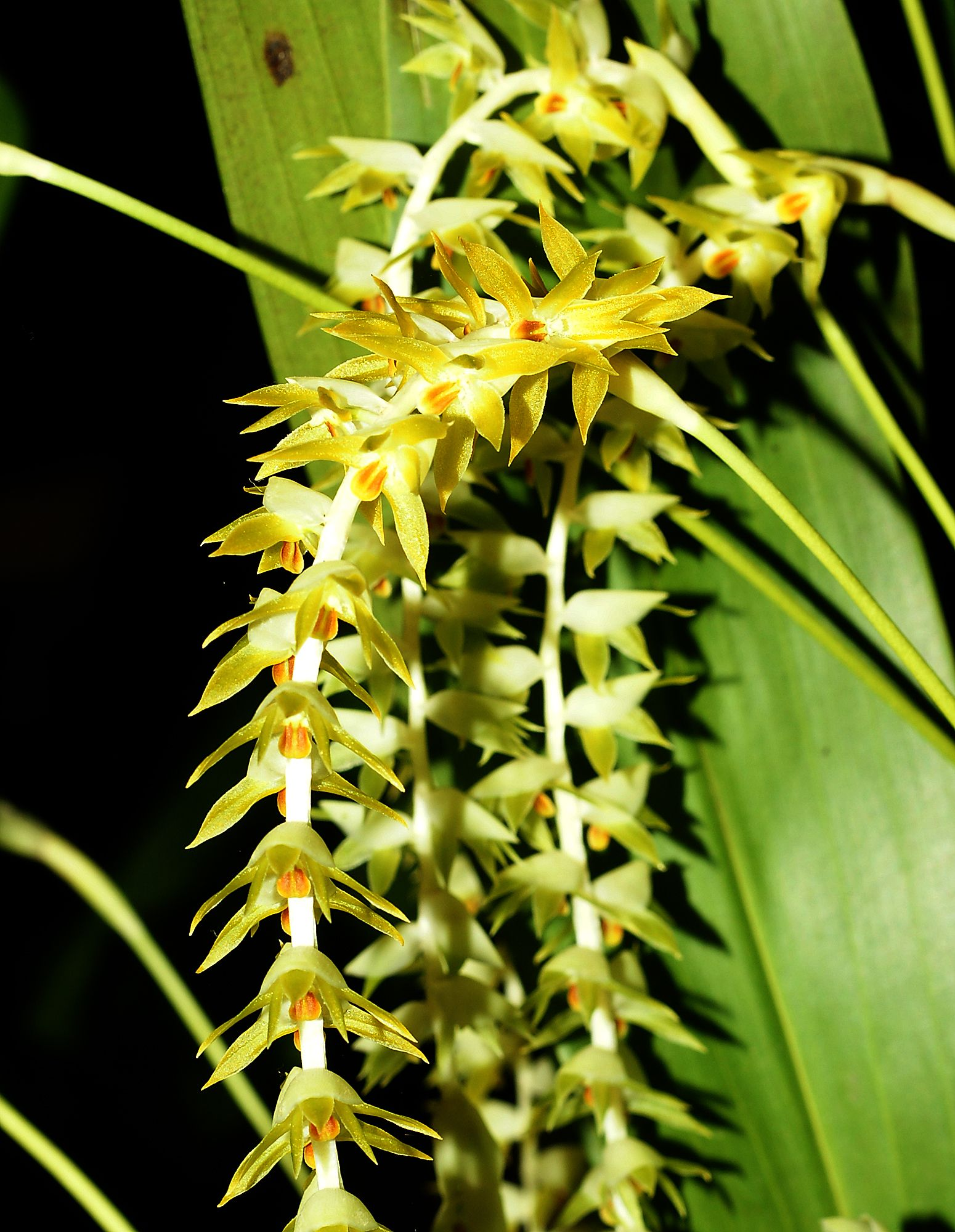